# Рейнуотер, Марвин
Марвин Рейнуотер (англ. Marvin Rainwater; 2 июля 1925, Уичито, Канзас — 17 сентября 2013) — американский музыкант, певец и автор песен, исполнитель рокабилли и кантри. Рейнуотер, на четверть индеец чероки, нередко выступал на сцене в национальных костюмах и (как отмечает Allmusic), «излишне прямолинейно с точки зрения человека эпохи политкорректности эксплуатировал» этническую составляющую; однако в истории современной музыки он остался, прежде всего, как один из самых необычных, изобретательных и разносторонних исполнителей своего жанра, имевший и коммерческий успех: хитами становились его песни «Gonna Find Me a Bluebird» (1957), «Whole Lotta Woman» и «I Dig You Baby»(1958).

## Дискография

### Хит-синглы
| Год  | Заголовок                                 | Наивысшая позиция в чартах | Наивысшая позиция в чартах | Наивысшая позиция в чартах |
| Год  | Заголовок                                 | US Country                 | US                         | UK                         |
| ---- | ----------------------------------------- | -------------------------- | -------------------------- | -------------------------- |
| 1957 | «Gonna Find Me a Bluebird»                | 3                          | 18                         | —                          |
| 1957 | «The Majesty of Love» (с Конни Фрэнсис)   | —                          | 93                         | —                          |
| 1958 | «Whole Lotta Woman»                       | 15                         | 60                         | 1                          |
| 1958 | «I Dig You Baby»                          | —                          | —                          | 19                         |
| 1958 | «Nothin' Needs Nothin' (Like I Need You)» | 11                         | —                          | —                          |
| 1959 | «Half-Breed»                              | 16                         | 66                         | —                          |

## Видео
- Marvin Rainwater, London Palladium. — 13 апреля 1958 года. Первое выступление Рейнуотера на британском телевидении.